# 默魯姆河

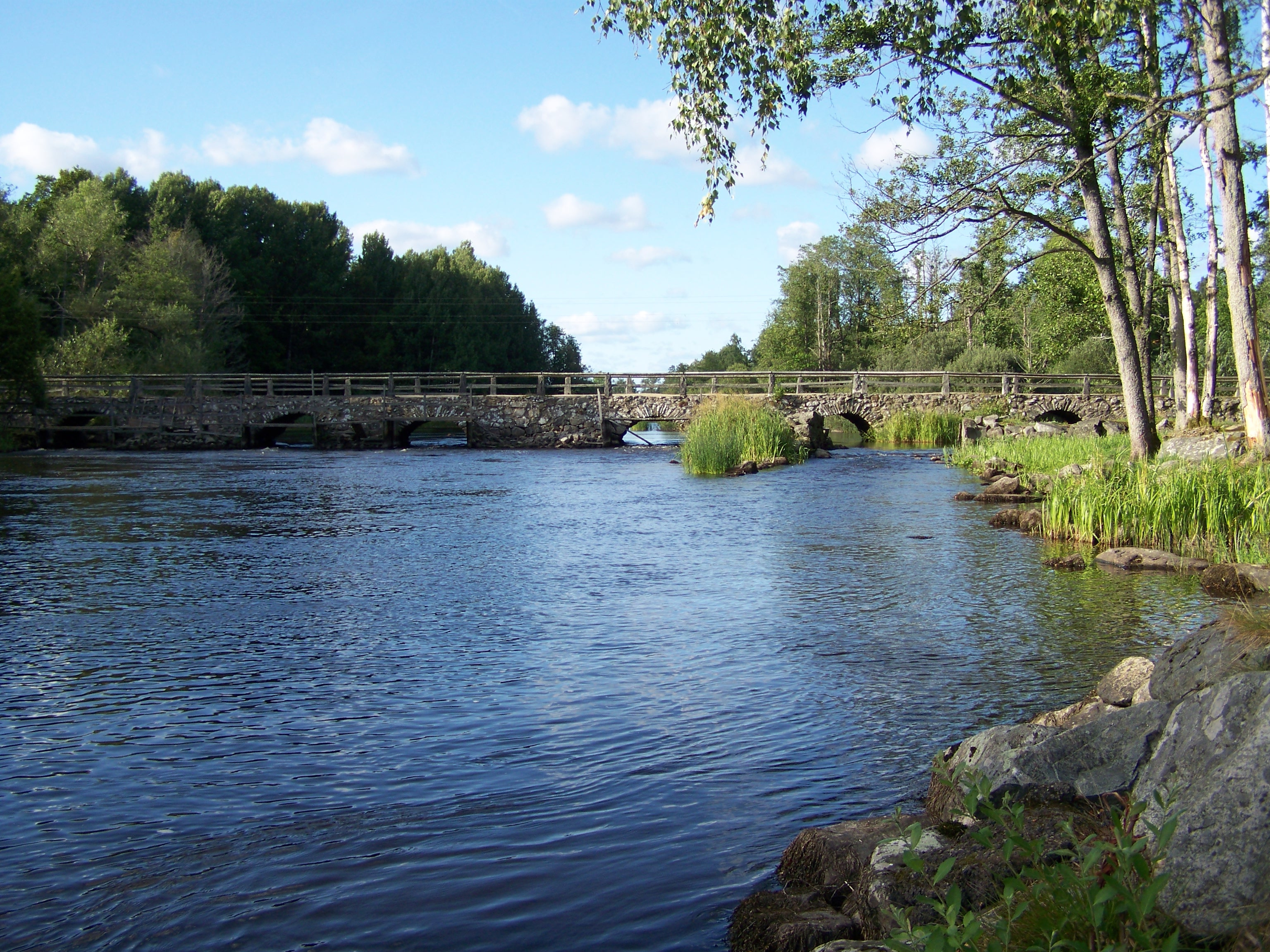

默魯姆河是瑞典的河流，流經布萊金厄省和克魯努貝里省，最終注入波羅的海，河道全長175公里，流域面積3,369平方公里，平均流量每秒27立方米。

## 外部連結
- Sportfiskeguide.se